# Coco Jamboo
Singles de Mr. President
Gonna Get Along (Without Ya Now)
(1995) I Give You My Heart
(1996)
Coco Jamboo est une chanson du groupe d'eurodance allemand Mr. President issue de leur second album studio, intitulé We See the Same Sun. Le titre est sorti en tant que premier single de l'album le 29 mars 1996 en Allemagne. Le single est devenu un tube en Europe et en Amérique latine, pour atteindre le top dix de plusieurs pays européens. Il s'agit du seul single dans la discographie du groupe qui est entré dans le classement américain, culminant à la 21e position dans le Billboard Hot 100 en septembre 1997.

## Liste des pistes
- CD maxi single en Europe

1. Coco Jamboo (Radio Version) - 3:37
2. Coco Jamboo (Extended Version) - 5:42
3. Coco Jamboo (Groove Version) - 6:02
4. Coco Jamboo (Mousse T.'s Club Mix - Radio Edit) - 3:10
5. Coco Jamboo (Mousse T.'s Extended Club Mix) - 6:15
6. Coco Jamboo (Mousse T.'s Dangerous Dub) - 6:17
7. Coco Jamboo (Instrumental Version) - 3:33
8. Coco Jamboo (Put In On Another Version) - 3:17

- CD single en Europe

1. Coco Jamboo (Radio Version) - 3:37
2. Coco Jamboo (Extended Version) - 5:42

- CD maxi single en Europe - Remixes

1. Coco Jamboo (C. C.'s R & B Mix) - 4:14
2. Coco Jamboo (Chico Y Chico Tribal Radio Mix) - 3:42
3. Coco Jamboo (Candy Club Remix) - 5:46
4. Coco Jamboo (Candy Club's Ragga Jump) - 5:03
5. Coco Jamboo (Chico Y Chico Tribal Remix) - 6:36
6. Coco Jamboo (Original Radio Version) - 3:38

## Classements et certifications
| Classement (1996-1997)                  | Meilleure position |
| --------------------------------------- | ------------------ |
| Allemagne (Media Control AG)            | 2                  |
| Australie (ARIA)                        | 7                  |
| Autriche (Ö3 Austria Top 40)            | 1                  |
| Belgique (Flandre Ultratop 50 Singles)  | 11                 |
| Belgique (Wallonie Ultratop 50 Singles) | 17                 |
| Canada (RPM)                            | 37                 |
| Canada (Dance RPM)                      | 1                  |
| Danemark (Tracklisten)                  | 4                  |
| États-Unis (Billboard Hot 100)          | 21                 |
| Finlande (Suomen virallinen lista)      | 3                  |
| France (SNEP)                           | 28                 |
| Norvège (VG-lista)                      | 2                  |
| Nouvelle-Zélande (RMNZ)                 | 9                  |
| Pays-Bas (Nederlandse Top 40)           | 3                  |
| Royaume-Uni (UK Singles Chart)          | 8                  |
| Suède (Sverigetopplistan)               | 1                  |
| Suisse (Schweizer Hitparade)            | 1                  |

| Pays        | Certification | Date             | Ventes certifiés |
| ----------- | ------------- | ---------------- | ---------------- |
| Australie   | Platine       | 1997             | 70 000           |
| Autriche    | Or            | 27 juin 1996     | 15 000           |
| Allemagne   | Platine       | 1996             | 500 000          |
| Suède       | Or            | 12 novembre 1996 | 10 000           |
| Royaume-Uni | Argent        | 1er juillet 1997 | 200 000          |

## Vidéo musicale
Le clip vidéo accompagnant la chanson, sorti en avril 1996, a été réalisé par John Buche. La vidéo montre les membres du groupe marchant sur la plage et interpréter la chanson. Le film a été tourné en février 1996 à Carúpano, une petite ville sur la côte vénézuélienne. La vidéo montre spécifiquement Playa Medina et Plaza Santa Rosa, deux lieux touristiques populaires de Carúpano, ainsi qu'une partie du Carnaval de Carúpano, l'un des carnavals les plus emblématiques du Venezuela. Buche a réalisé les clips vidéo des prochains singles du groupe : « I Give You My Heart (chanson de Mr. President) » et « Show Me the Way (chanson de Mr. President) ». Moi comme ça] ]".